# Cyclopsis
Cyclopsis is een monotypisch geslacht van straalvinnige vissen uit de familie van snotolven (Cyclopteridae).

## Soort
- Cyclopsis tentacularis Popov, 1930